# 普侨镇
普侨镇是中华人民共和国广东省揭阳市普宁市下辖的一个行政管理区。普宁华侨管理区的前身为普宁华侨农场，1995年8月设立为县级管理区（普宁市华侨管理区）。普侨镇地处粤东潮汕平原西部，距普宁市区20公里。始建于1961年，先后接受、安置了来自印尼、越南等13个国家和地区的归难侨。现有归侨、侨眷3400多人。

## 建置沿革
- 1961年建立。
- 1995年8月，普宁华侨农场改制设置普宁华侨管理区（简称普侨区），赋予部分县级行政、经济管理权限。
- 2009年6月，增挂普宁普侨工业区（市级工业区）牌子。
- 2015年7月，按上级告别华侨农场体制的发展要求，提出普宁华侨农场改制设立普华镇的体制改革方案并上报。
- 2021年1月，设立普宁市普侨镇。[2]

## 行政区划
普侨镇下辖下辖1个社区，5个村。：
侨新社区、乌犁村、北輋村、新兴村、茶山村和后寮村。